# Soy mujer (canción de Chenoa)
«Soy mujer» es el décimo sencillo de la cantante Chenoa, quinto de su tercer álbum Soy mujer. El tema es un blues que no contó con promoción ni videoclip pero su alta calidad permitió que sonara en la radio y que llegará #21 en España.

## Posicionamiento
| Canción     | Pos.España |
| «Soy mujer» | #21        |
| ----------- | ---------- |